# フィリップ・スーポー
フィリップ・スーポー（Philippe Soupault、1897年8月2日 - 1990年3月12日）は、フランスの詩人・小説家。
アンドレ・ブルトンと自動記述の実験を行い、この結果をシュルレアリスムの最初の作品『磁場』として発表した。1926年に運動から離反。1938年にファシズムの放送局に対抗する「ラジオ・チュニス」を創設。また、ナチス・ドイツによる検閲を逃れるためにアルジェを拠点とする出版活動に参加した。以後、文学だけでなく美術・音楽・映画評論家およびジャーナリストとして幅広い活動を行った。

## 生涯

### 背景
1897年8月2日、モーリス・スーポーとセシル・スーポー（旧姓ダンコンニエ）の子マリー・エルネスト・フィリップ・スーポーとしてパリ郊外のシャヴィル（オー＝ド＝セーヌ県）に生まれる。兄2人（ロベール、ベルナール）と妹1人（マリー＝ローズ）の4人兄弟姉妹であった。父モーリスは著名な消化器学者でパリ公立病院の医師、父方の祖父はパリ3区で精糖業を営んでいた。母方の祖父ヴィクトル・レオン・ダンコンニエは破毀院・国務院付弁護士であった。1904年、スーポーが7歳のときに父モーリスが死去し、伯父（母セシルの姉ルイーズの夫）のフェルナン・ルノーが後見人になった。弟ルイ（ルイ・ルノー）、マルセルとともに1899年にルノー社の前身ルノー兄弟社を創設した実業家である（フェルナンは1909年に44歳で死去）。スーポーは後に、小説『大人物』や回想録『ある白人の物語』でフェルナン・ルノーをはじめとする実業家や成功者、ブルジョワ階級を辛辣に批判している。

### 教育・読書
スーポーは子ども時代をパリ8区で過ごし、モンソー公園が遊び場であった。1905年から1911年（7歳から14歳）まで8区のカトリック系の私学コレージュ・フェヌロン＝サント＝マリーに通ったが学業には熱心でなく、むしろその厳格で陰鬱な雰囲気から逃れるように、ダニエル・デフォーの『ロビンソン・クルーソー』やジョナサン・スウィフトの『ガリヴァー旅行記』、シャルル・ペローやグリム兄弟の童話、シャルル＝オーギュスタン・サント＝ブーヴの小説などを耽読した。
1912年にリセ・コンドルセに入学。相変わらず熱心であったのは読書のみで、ニック・カーターの冒険、怪盗ファントマ・シリーズからフランソワ・ピエール・ギヨーム・ギゾーの歴史書、モーパッサンやアンドレ・ジッドの小説、アルチュール・ランボーの詩まで多岐にわたる書物を読み耽った。そこで、スーポー家の家族会（Conseil de famille）は、より広い教養を身につけさせようと、兄ロベールとともにドイツの家庭に預けることにした。フィリップにとっては、ドイツ語を学び、ドイツ文化に親しみ、ドイツ各地を旅行する機会となったが、反逆児ぶりは変わらなかった。
帰国後にリセ・コンドルセでの学業を継続し、1914年にバカロレアの筆記試験に合格したが、口頭試験で失敗。夏の休暇は家族とロンドンで過ごし、英語を学び、イギリス文学に親しんだ。同年8月2日、17歳の誕生日にドイツ軍がルクセンブルクに侵攻し、第一次大戦が勃発。総動員令が発せられ、長男ロベールは軍医補として、二男ベルナールは胸甲騎兵連隊にそれぞれ配属された。スーポーは他の家族とともにいったんはスペインとの国境に近い南西部のサン＝ジャン＝ド＝リュズ（ピレネー・アトランティック県）に疎開したが、2度目のバカロレア口頭試験を受けて合格したため、リセ・コンドルセ準備級進学のために、一家でパリに戻った。リセ・コンドルセでは哲学を専攻。カント哲学を紹介し、著書『帰納法の基礎』で知られる哲学者ジュール・ラシュリエの弟子に師事し、プラトンやベルグソンを学んだ。

### アポリネールとの出会い
1916年に動員され、アンジェの第33砲兵連隊に配属された。このとき、チフスのワクチンの臨床試験に被験者として参加したところ、高熱とせん妄が続き、除隊となった。療養中に知り合ったシュザンヌ・ピヤール・ヴェルヌイユと翌年10月に結婚。音楽家で当時ダンスの教師をしていたシュザンヌは、装飾芸術家モーリス・ピヤール・ベルヌーイの娘である（1920年代初めに離婚）。
療養中に偶然目にした雑誌の一つが、詩人、画家、彫刻家のピエール・アルベール＝ビロが創刊した『SIC』（Sons (音)、Idees (思想)、Couleurs (色彩) の頭文字をつなげた誌名）で、1916年7月の同誌第7号にはアポリネールの詩が掲載されていた。また、同年、小説『虐殺された詩人』が出版されたのを機に、アルベール＝ビロはアポリネールにインタビューし、同年8月・9月・10月合併号に「新しい傾向」として掲載していた。スーポーはアポリネールの詩や思想に触発されて「出発」と題する詩を書き、1917年2月にこの詩をアポリネールに送った。当時、軍の病院に入院していたスーポーは、郵便物を送るために軍の許可を得る必要があったので「フィリップ・ヴェルヌイユ」というシュザンヌの姓を使った偽名で送った。3月初めにアポリネールから返信があり、『SIC』最新号（第15号）が同封されていた。「フィリップ・ヴェルヌイユ」の詩「出発」が掲載されていたのである。

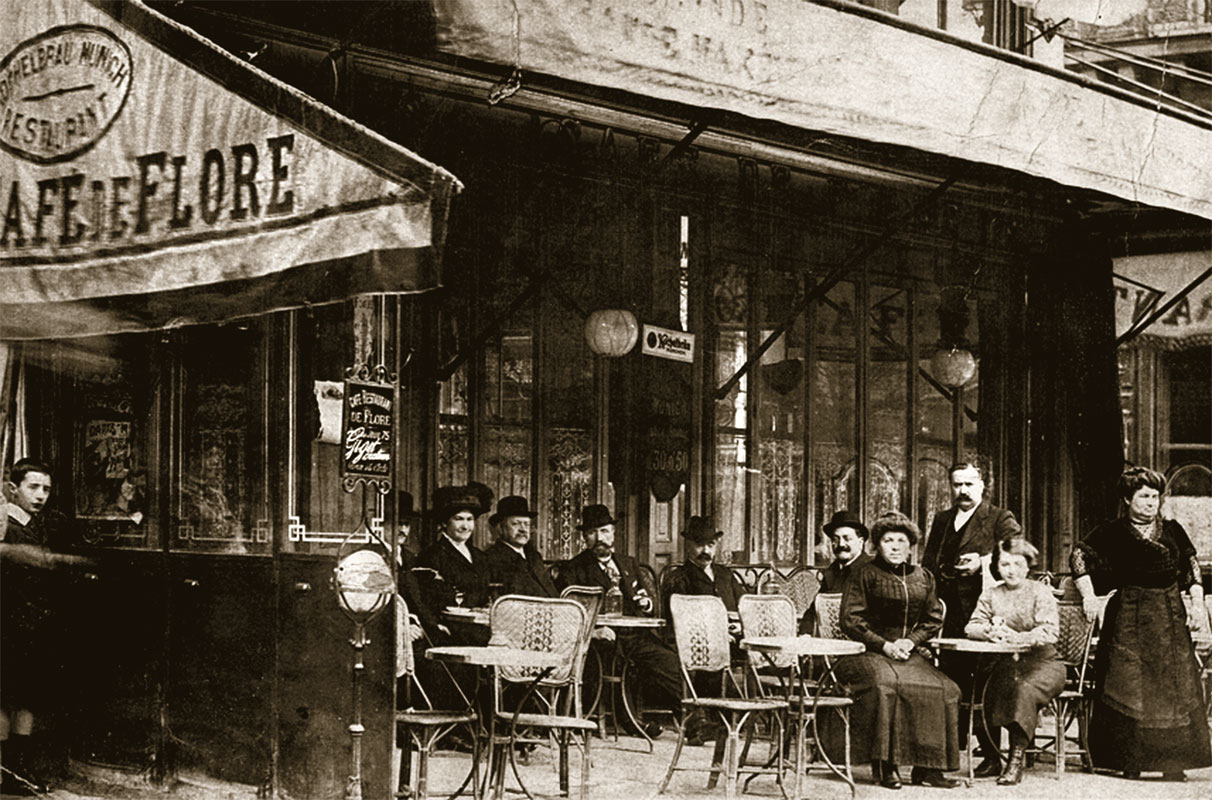
アポリネールを中心とする文学者が集まった「カフェ・ド・フロール」（1900年頃）

退院したスーポーは、早速サン・ジェルマン大通り202番地のアポリネール宅を訪れた。兵役に志願して負傷したアポリネールが妻ジャクリーヌと一緒に暮らしていたアパートには、彼が『キュビスムの画家たち』で絶賛したピカソ、ジョルジュ・ブラック、マリー・ローランサンや、アンドレ・ドラン、ジョルジョ・デ・キリコ、アンリ・ルソーの絵が飾られ、アフリカやポリネシアの小彫像が置かれていた。アポリネールは、後に『カリグラム』に収められることになる詩「影」を即興で書き、帰り際には、詩集『アルコール』に「詩人フィリップ・スーポーへ、心を込めて」と献辞を添えて渡された。生まれて初めて、しかも大詩人アポリネールに「詩人」と認められたスーポーは一生詩を書き続ける決意をした。これ以後、二人は頻繁に会ってパリを散歩するようになった。アポリネールが主宰する雑誌『レ・ソワレ・ドゥ・パリ』の編集室が置かれていたサン＝ジェルマン＝デ＝プレのカフェ・ド・フロールでは、毎週火曜の午後にアポリネールを囲む会が行われ、フランシス・カルコ、ラウル・デュフィ、マックス・ジャコブ、ジャン・コクトー、エリック・サティらが集まっていた。
1917年の春に、アポリネールは当時まだ軍医補であったアンドレ・ブルトンをスーポーに引き合わせた。二人は共に関心を寄せていたボードレール、ヴェルレーヌ、ランボーについて語り、スーポーはブルトンを通じてトリスタン・コルビエールやジェルマン・ヌーヴォーを知った。また、アポリネールが出入りしていたアドリエンヌ・モニエの書店「本の友の家」も前衛芸術家・文学者の集まる場所となり、ここでコクトー、ヴァレリーのほか、ルイ・アラゴン、ピエール・ルヴェルディ、ジュール・ロマン、アンドレ・ジッド、レオン＝ポール・ファルグ、ヴァレリー・ラルボーらと知り合った。同年5月18日、シャトレ座でジャン・コクトーの台本、エリック・サティの音楽、ピカソの舞台芸術、レオニード・マシーンの振付による前衛バレエ『パラード』の初演が行われた。このプログラムを書いたアポリネールは、ここで初めて「シュルレアリスム」という言葉を用いた。ただし、この言葉を正式に用いたのは、翌1918年刊行・上演の彼自身のシュルレアリスム演劇『ティレジアスの乳房』においてである。

### 詩作活動
スーポーが特に親しくしていたのは、アルベール＝ビロとルヴェルディであった。ルヴェルディは1917年3月に、マックス・ジャコブ、アポリネールとともに『南北』誌を創刊し、主筆を務めていた。『SIC』誌と並ぶ前衛芸術・文学雑誌であり、キュビスムの雑誌、ダダイスム、次いでシュルレアリスムの先駆けとされる雑誌である。こうして、スーポーは、アルベール＝ビロの『SIC』誌とルヴェルディの『南北』誌に次々と詩を寄稿するようになった。さらに、アポリネールに詩集の刊行を勧められた。処女詩集『アクアリウム』は1917年9月初旬に印刷・製本された。発行部数は235部であった。「アクアリウム」という書名は、1917年4月15日付の『南北』誌第2号に掲載されたアポリネールの詩の一節「きみの舌は / きみの声の / 金魚鉢の金魚」に触発されたものであり、邦訳はされていないが「水族館」と訳されることが多いのに対して、浅野晃は「養魚鉢」として紹介している。詩集にはアポリネールによるカリグラムに倣った詩も含まれる。これに対してアポリネールは、1917年10月の『南北』誌第8号にスーポーの最初の詩「出発」と同じ題名で詩を掲載し、彼の「出発」を祝った。後見人のフェルナン・ルノーが1909年に死去した後、ルノー社の経営を一手に引き受けていたルイ・ルノーは、スーポーが詩人になることに反対したため、『アクアリウム』の印刷代を支払うことができたのは友人たちのお蔭であった。

### ダダイスム
この頃、チューリッヒでは1916年2月に詩人のフーゴー・バルがキャバレー・ヴォルテールを開店し、トリスタン・ツァラ、ジャン・アルプら亡命作家・画家を中心としたダダイスムの活動拠点となった。1917年7月にツァラが『ダダ I』誌を刊行したときには、アルベール＝ビロが『SIC』誌でいち早くこの運動を取り上げ、これを知ったツァラが「黒人芸術に関する覚え書き6」と題する記事をアルベール＝ビロに送り、『SIC』誌1917年9月・10月合併号に掲載された。ツァラはルヴェルディの『南北』誌にも詩「わが心の闇の大いなる嘆き歌」を送り、これは同誌1917年6月・7月合併号に掲載された。スーポーは早速、アドリエンヌ・モニエの書店「本の友の家」で『ダダ I』誌を入手した。また、1917年9月からアラゴンもアドリエンヌ・モニエの書店に出入りするようになり、スーポーはブルトンを介してアラゴンに紹介された。これ以後、3人は同じ関心を抱き、活動を共にすることになる。3人の共通点は医学であった。ブルトンもアラゴンも医学を専攻し、スーポーは医師の息子であったからである。だが、それ以上に3人を結びつけたのは、ブルジョワ社会の道徳・秩序をはじめとする既成の価値に対する不信感や、道徳、宗教、文学における権威に対する反逆心、むしろ反道徳、反宗教、反文学の精神であった。
スーポーはすでに、夢を見ると必ずすぐに書き付ける習慣があったし、「叙事詩は映画によって表現されるようになる」というアポリネールの言葉に触発されて、現実離れしたイマージュをカメラで追うような「映画詩」を書き始めていた。特にこの頃は、チャールズ・チャップリンの『担へ銃』（1918年）などが公開され、モンマルトルでジャズクラブが流行するなど米国の文化が紹介された時期でもあり、スーポーはこうした影響を受けて、1918年10月の『南北』誌に「ラグタイム」と題する詩を発表している。この詩は堀辰雄が邦訳し、1929年の『文芸レビュー』第1巻第7号に掲載している。

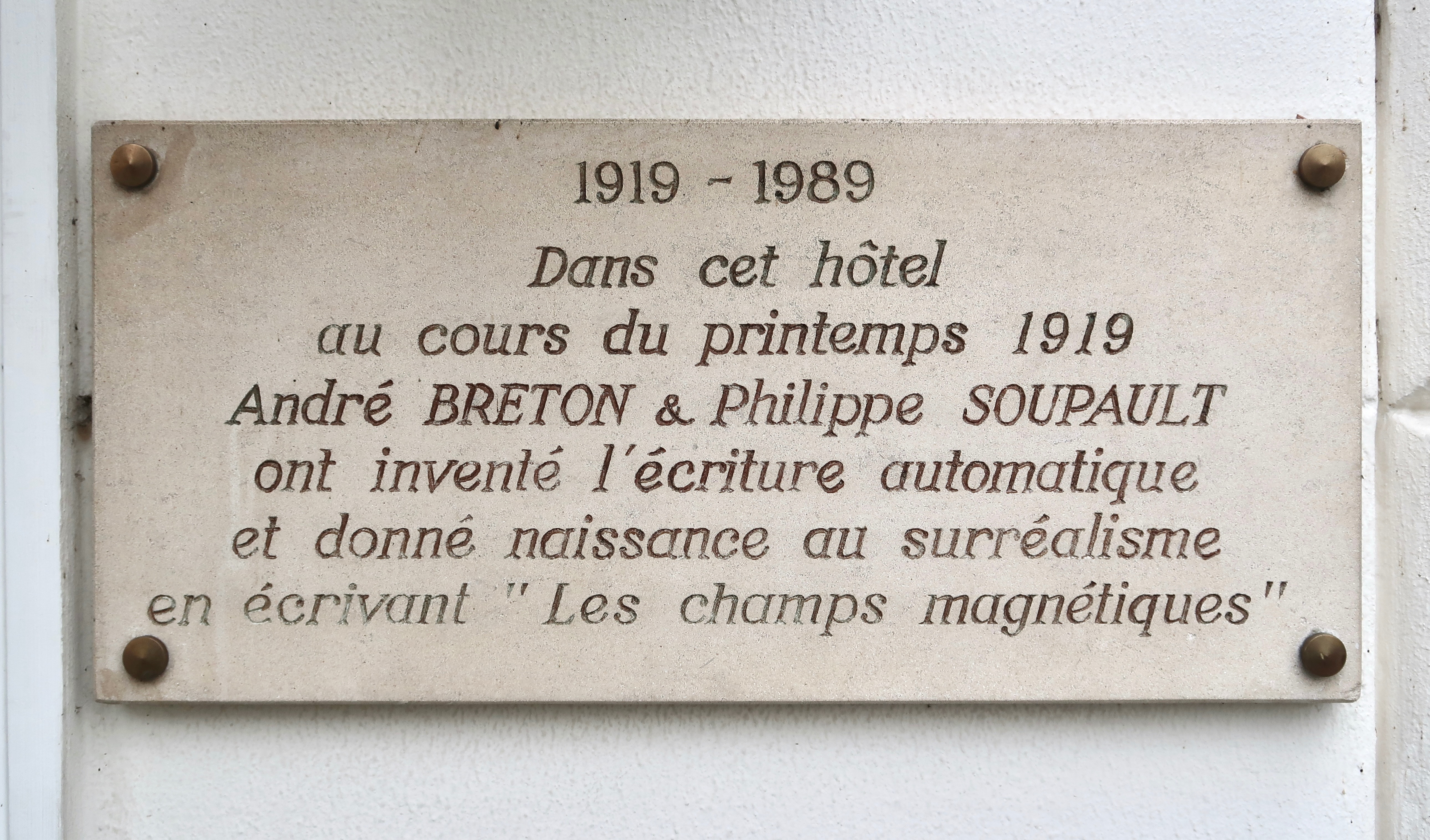
パリ5区パンテオン広場17番地「ホテル・デ・グランゾム」でスーポーとブルトンが1919年に自動記述の最初の実験を行ったことが記された銘板

スーポーにとってこうした試みの指針となったのは、無名のまま没した詩人ロートレアモンの『マルドロールの歌』であった。彼はこの詩集をブルトンとアラゴンに紹介した。『マルドロールの歌』は二人にとっても詩作の方向性を決定づけるものとなり、既存の雑誌に作品を発表するより、むしろまったく新しい雑誌を作る必要があると感じた。こうして、1919年3月にスーポー、アラゴン、ブルトンによって『リテラチュール（文学）』誌が創刊された。当初、アラゴン、ルヴェルディ、マックス・ジャコブはそれぞれ「新世界」、「鉄筋コンクリート」、「白紙委任状」という誌名を提案していたが、ポール・ヴァレリーに相談し、彼の提案による「文学」が採用された。ただし、この誌名は一種のアイロニーであり、実際には反文学を目指す前衛雑誌である。創刊号にはルヴェルディ、ヴァレリー、アンドレ・ジッド、レオン＝ポール・ファルグ、アンドレ・サルモン、マックス・ジャコブ、ブレーズ・サンドラール、ジャン・ポーランが寄稿し、第3号からポール・エリュアール、第4号からピエール・ドリュ・ラ・ロシェルとレイモン・ラディゲ、第5号からツァラが参加した。また、ロートレアモン、ランボー、シャルル・クロなどの詩を紹介している。スーポーは第4号から演劇、映画などを紹介する文化欄を担当し、チャップリンの映画『犬の生活』、アポリネールの演劇『ティレジアスの乳房』などについて詩的な評論を書いている。さらに、第7号には代表作「他の場所で（アイユール）」などの詩を掲載するほか、1919年10月の第8号から12月の第10号までブルトンと共同で「磁場」を発表した。同誌はやがてダダイスムの機関誌とみなされるようになるが、「磁場」は自動記述の試みであり、ダダイスムを批判的に受け継ぐシュルレアリスムの最初の作品として重要である。フロイトの自由連想法の影響を受けた自動記述は、理性に制御されない純粋な思考を表現しようとする試みであり、このために、できるだけ無意識に近い状態で浮かんでくる言葉を書き付けて行き、次第にその速度を上げることで、主語（主体性）が排除され、内容も前後の脈絡のない抽象的な言葉やイマージュの連続になる。スーポーとブルトンはこの実験を毎日8時間から10時間にわたって行った。

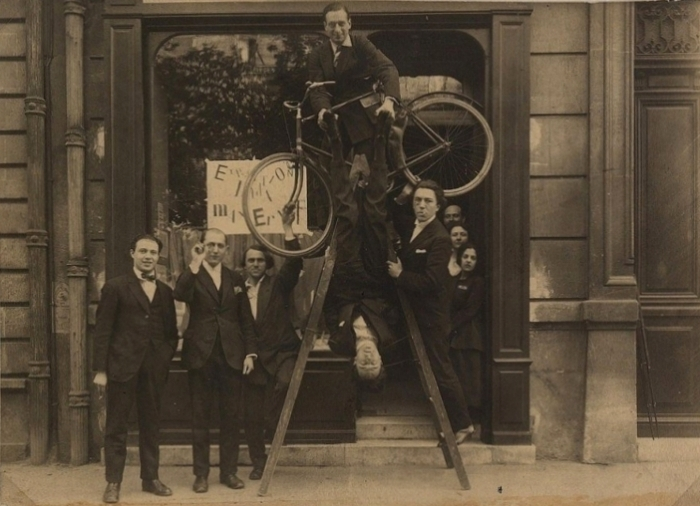
オ・サン・パレイユ社で開催されたマックス・エルンスト展（1921年5月2日）：左から創設者ルネ・イルソム、バンジャマン・ペレ、セルジュ・シャルシューヌフィリップ・スーポー（上部）、ジャック・リゴー（逆さま）、アンドレ・ブルトン

『リテラチュール』誌に連載された「磁場」は翌1920年にオ・サン・パレイユ (同じ意味で) 社から出版された。オ・サン・パレイユ社は、1919年に（後に共産党の出版社の編集長を務めた）ルネ・イルソムが『リテラチュール』誌の活動を支援するために創設した最初のシュルレアリスムの出版社であり、1935年に廃業するまでの約15年間に、ブルトン、スーポー、アラゴン、エリュアール、サンドラール、マックス・ジャコブらの著書を出版した。スーポーの著書では、『磁場』のほか、『リテラチュール』誌に掲載された「他の場所で（アイユール）」、「対蹠地」、「ラグタイム」、「登攀」を含む詩集『風の薔薇』が1919年に同社から出版されている。これらの詩はいずれも邦訳されている（邦訳参照）。なお、スーポーはこの頃すでに石油・ガソリン監視局に職を得ていたため、自著だけでなく雑誌の出版のための費用もかなりの程度負担することができた。また、職を得たことでスーポー家の家族会も文学活動を大目に見て、経済的に支援した。

### シュルレアリスム
ダダイスムからシュルレアリスムへと向かう過程で重要な出来事は、1921年5月13日に行われた即興劇「バレス裁判」であった。これは、フランス文学の権威（アカデミー・フランセーズ会員）であったモーリス・バレスが極右的な政治思想に傾倒したことを批判し、彼を「裁判にかける」というシナリオである。裁判長役はブルトン、ジョルジュ・リブモン＝デセーニュが原告、アラゴンとスーポーが弁護士を演じた。バレスにも参加を求めたが拒否された。このほか、証人としてツァラ、ジュゼッペ・ウンガレッティ、ジャック・リゴー、ドリュ・ラ・ロシェル、ラシルドらが参加し、文学的権威に対する批判だけでなく、各自がその立場を表明し、文学論を戦わせることになった。スーポーは「弁護士」としてバレスの弁護に回ったが、たとえば、ツァラはバレスを「大卑劣漢だ」とし、「我々はみな卑劣漢だ、大卑劣漢であれ小卑劣漢であれ、大した違いはない」と、まさにすべてを破壊し、無意味化するダダイスト的な発言をした。この議論は、1921年8月の『リテラチュール』誌第20号に掲載されたが、ダダイスト間（特にツァラとブルトン）の見解の対立が露わになり、『リテラチュール』誌もこれをもっていったん終刊となった。同誌は7か月のブランクの後、1922年3月に第2シリーズとして1924年まで刊行されることになる。ただし、第2シリーズの第3号まではスーポーとブルトンとの共同編集だが、第4号からはブルトンが単独で編集し、スーポーは記事を書くことすら稀になる。
シュルレアリスムの運動が正式に発足したのは、パリ7区のグルネル通りにシュルレアリスム研究所が設立され、シュルレアリスム宣言が発表された1924年のことである。ブルトンはシュルレアリスム宣言において、「シュルレアリスム」を「心の純粋な自動現象であり、それを通じて口頭、記述、その他あらゆる方法を用い、思考の真の働きを表現することを目的とする。理性による一切の統御を取り除き、審美的あるいは道徳的な一切の埒外で行われる思考の書き取り」であると定義した。
同年10月にバレス同様に重要な文学的権威アナトール・フランス（ノーベル文学賞受賞者、アカデミー・フランセーズ会員）が死去したときには、彼を批判的に乗り越えようとする意図のもとに小冊子『死骸』を刊行し、一大スキャンダルを巻き起こした。主な参加者と掲載記事は、ブルトンの「埋葬拒否」、アラゴンの「すでに死者を殴り倒したか」、エリュアールの「ありきたりの老人」、ドリュ・ラ・ロシェルの「われわれは騙されない」、そしてスーポーの「間違い」などであったが、巻頭に掲載され、「アナトール・フランスは死んでいない」という一節で始まるスーポーの「間違い」は、この文学的権威が新しい文学者によって乗り越えられるべき存在であることを主張している。
次いで、同年12月1日にはシュルレアリスム運動の機関誌『シュルレアリスム革命』が創刊された。表紙には「新しい人権宣言にまでこぎつけなければならない」と書かれ、マン・レイによるシュルレアリスト全員の写真が掲載されている。創刊号には、上述のダダイストのほか（ただし、ツァラはブルトンとの対立後、シュルレアリスムにはほとんど参加していない）、ピカソ、ジョルジョ・デ・キリコ、マックス・エルンスト、アンドレ・マッソンらの画家も参加し、以後、本格的な前衛芸術・文学活動あるいは芸術・文学における革命運動に発展して行く。創刊号のスーポーの記事は「影の影」と題する文学論であり、この後、第4号には彼自身のシュルレアリスム宣言とも言うべき文章が掲載されるが、『シュルレアリスム革命』誌が1929年12月の第12号まで刊行されたにもかかわらず、スーポーが寄稿したのは計4号のみである。

### 幅広い活動 - シュルレアリスム離反
スーポーはシュルレアリスムだけではなく、他の雑誌にも寄稿していた。たとえば、『エクリ・ヌーヴォー』誌と後続誌『ルヴュ・ウーロペエンヌ』のような国際的な雑誌への参加を誘ったのはジェイムズ・ジョイスであり、スーポーはポール・ヴァレリー、エドモン・ジャルー、ヴァレリー・ラルボーらとともに編集委員を務め、アラゴン、ツァラ、サンドラール、ルヴェルディ、ヴァレリーのほか、シャーウッド・アンダーソン、コレット、ドストエフスキー、トーマス・マンなどの主に未発表原稿を掲載した。また、マルセル・アルラン、ジャン・カスー、ポール・クローデル、ジュール・シュペルヴィエルなど多彩な寄稿者による、より一般的な文芸雑誌『フイユ・リーブル』にアンリ・ルソー、アンナ・ド・ノアイユ、ジャン・ジロドゥなどに関する記事、『ジュルナル・リテレール』にクロード・モネのインタビューを掲載したり、パナイト・イストラティの著書『キラ キラリナ』や、アンリ・ブレモンやビセンテ・ブラスコ・イバニェスなどのカトリック作家を紹介し、さらに『新フランス評論』誌にはウィリアム・ブレイク、ジョイスの翻訳を掲載するなど、幅広い執筆活動を行った。
だが、こうした活動は、映画・音楽評論家としても活動していたロベール・デスノスの場合と同様に、シュルレアリストらには運動の方針に背くジャーナリズム活動とみなされた。また、アラゴン、ブルトン、エリュアール、ミシェル・レリス、バンジャマン・ペレ、デスノスらのシュルレアリストは次第に共産主義に傾倒し、アンリ・バルビュスが1919年に発表した『クラルテ』を契機として共産主義知識人らが起こした国際的な反戦平和運動の機関誌『クラルテ』に寄稿するようになったが、共産主義との関わりはこの後、次第に運動内の分裂の契機となり、1926年から27年にかけてブルトン、アラゴン、エリュアール、ペレが共産党に入党したのに対して、スーポーはデスノス、アルトーとともに（共産主義の思想とは別に）政党に関わることは拒否した。この結果、スーポーは1926年に「文学的すぎる」という理由で除名された。スーポーはこれに対して、ゲーテを引用して、「詩人が政党に属すると、詩情が失われる」と反論した。
ただし、完全に決別したわけではなく、スーポーは当時、アラゴンをはじめとするシュルレアリストの書籍を多く出版していたサジテール出版社（または創設者の姓からクラ出版社とする場合もある）の編集委員を務めていたが、こうした活動は1930年頃まで継続し、また、1930年に、ジョルジュ・バタイユを中心に、ミシェル・レリスらシュルレアリスムから離反した作家がブルトン批判の小冊子『死骸』（上述のアナトール・フランス批判の小冊子『死骸』のパロディー）を発表したときにも、これに参加していない。

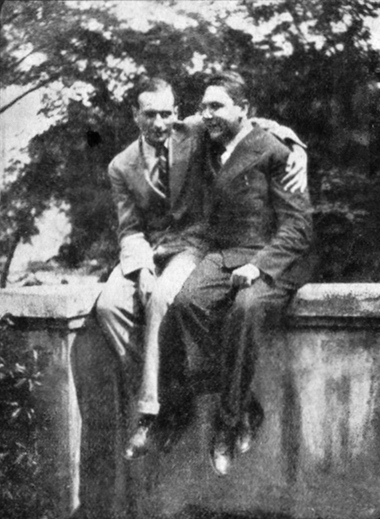
スーポー（左）とチェコの詩人ヴィーチェスラフ・ネズヴァル（1927年）

離反後、スーポーは講演旅行のためにイタリア各地、プラハ（チェコ）、ミュンヘンやフランクフルト（ドイツ）などを訪れた。プラハではロートレアモンに関する講演を行い、これに強い関心を抱いた評論家・コラージュ作家のカレル・タイゲがスーポーの協力によって『マルドロールの歌』のチェコ語版を出版することになった。また、執筆活動もむしろ詩作から離れて、上述のルノー兄弟を中心にブルジョワ社会を批判する自伝『ある白人の物語』や小説『大人物』、アンリ・ルソー、ウィリアム・ブレイク、ジャン・リュルサ、パオロ・ウッチェロらの画家の評伝、黒人音楽（ジャズ）を紹介する『ネーグル（ニグロ）』や『モン・パリ変奏曲』（直訳「パリの最後の夜々」）、黒人のダンスを中心とした舞踊評論『テルプシコラー』、映画評論『シャルロ』（チャーリー・チャップリンの愛称）などを次々と発表した。特にルノー兄弟を描いた小説『大人物』は大成功を収めたが、激怒したルイ・ルノーはこの小説をすべて書店から買い占めるほどであった。一方、『ネーグル』は、モンマルトルでジャズクラブに出入りしていた経験から書かれた小説であり、代表作『モン・パリ変奏曲』は、米国人特派員・翻訳家で『ル・モンド』紙の映画欄も担当していたハロルド・サレムソンが出版翌年の1929年4月の『ユーロープ（欧州）』誌第76号に好意的な書評を寄せ、後に米国で翻訳が出版され、大成功を収めることになる。
とはいえ、実際、詩作活動だけで生計を立てることが難しくなり、ますますジャーナリズム活動に関わるようになり、取材のために米国、ソビエト連邦、ドイツなどを訪問した。1933年、ドイツ生まれの写真家・翻訳家ネータ・エルナ・ニーマイヤー（レ・スーポー）と出会い、1937年に結婚した。彼女とは晩年に世界の児童文学を紹介する『五大陸の不思議な物語』（邦題『スーポーおじさんの世界ふしぎ物語』）を共同で編纂している。1934年には同年に『アタラント号』を制作した映画監督ジャン・ヴィゴのために脚本『盗まれた心』を執筆したが、映画化されないまま、ヴィゴは同年、敗血症で死去した。

### 第二次大戦 - 対独レジスタンス
2度目のドイツ訪問はヒトラー内閣成立後のことであった。帰国後に国営ラジオ放送局PTTのパリ支局で文化番組を担当したが、同じラジオPTT勤務で後に対独レジスタンス運動を率いることになるピエール・ブロソレットと、人民戦線内閣首相のレオン・ブルムからの依頼により、1938年10月にファシズムの放送局「ラジオ・バリ」に対抗する「ラジオ・チュニス」を創設した。1939年9月にドイツ軍がポーランドに侵攻し、フランスがドイツに対して宣戦布告すると、スーポーはチュニス（チュニジア）の情報部局長に任命された。だが、ドイツ軍の圧倒的な勝利によりパリ陥落、早くも1940年6月22日に独仏休戦協定が締結されると、スーポーはヴィシー政権により解任され、1942年3月12日に「反逆罪」で逮捕された。9月には釈放されたが、この間のことは、後に自伝『人殺しの時代』に書かれ、1945年にニューヨークで出版された。
スーポーは妻レとともにアルジェ（アルジェリア）に向かった。アルジェではド・ゴールが1943年6月にフランス国民解放委員会（後のフランス共和国臨時政府）を結成し、ナチス・ドイツによる検閲を逃れるための出版活動の拠点の一つとなっていた。最も重要な雑誌が、詩人マックス＝ポル・フーシェが1942年に創刊した『フォンテーヌ (泉)』誌であった。大戦下で国民を鼓舞することになったエリュアールの詩「自由」が掲載されたのもこの雑誌である。対独レジスタンスの一環として、『フォンテーヌ』誌に作品を掲載した作家はスーポー、エリュアールのほか、アラゴン、エルザ・トリオレ、サン＝ポル＝ルー、アンドレ・ジッド、クロード・ロワ、マックス・ジャコブ、ピエール・ジャン・ジューヴらで、スペインの詩人ガルシア・ロルカ、アントニオ・マチャードの詩や、T・S・エリオット、ヘミングウェイ、スタインベック、ヘンリー・ミラー、ウィリアム・カーロス・ウィリアムズなどの米国の作家・詩人の作品も紹介された。

### 戦中から戦後にかけて
スーポーは同地でラジオ・アルジェ局長を務め、さらに自由フランス政府からの要請により、通信社の創設に参加した（1944年8月20日にフランス通信社として再編成）。1944年にはアルジェで英仏2か国語による詩『爆撃されたロンドンに捧げるオード』を発表。同じくアルジェで出版活動を行っていたエドモン・シャルロによって刊行された。その後終戦までの間、スーポーは多くの文学者・芸術家らが亡命していた南米、次いで米国を訪れ、ペンシルベニアでミュリエル・リードに出会った。1945年10月に彼女を連れて帰国。以後、1965年にリードが自殺するまでパリ5区で同棲し、リードはジャーナリストとして月刊総合雑誌『レアリテ』などに寄稿した。一方、スーポーは国営ラジオ局の外国向け番組、次いで文化番組を担当した（1977年まで）。また、国営ラジオ局やフランス通信社のほか、ユネスコの活動にも参加し、取材のために世界各国を訪れた。
晩年には児童文学作品の執筆と編纂、および全3巻の自伝『忘却の回想録』の執筆に専念した。この第1巻は、 ルイ十四世の時代の回想録を書いたサン・シモン公爵（ルイ・ド・ルヴロワ・ド・サン＝シモン）に因んで1975年に創設されたサン＝シモン賞を受賞した。
1990年3月12日、パリ16区の自宅で死去、享年92歳。モンマルトル墓地に埋葬された。

## 受賞
- 1974年、アカデミー・フランセーズ詩大賞（フランス語版）
- 1977年、文学者協会文学大賞（フランス語版）
- 1977年、国家文学大賞（フランス語版）
- 1981年、サン＝シモン賞（フランス語版）

## 著書
太字の書名については、邦訳参照。これら以外の書名は試訳。Morlino (1988) の書誌情報による。

### 詩集
| 邦題                                 | 原題                                              | 書誌情報 |
| ------------------------------------ | ------------------------------------------------- | --- |
| 『アクアリウム』                     | Aquarium                                          | Paris, Imprimerie Paul Birault, 1917（自費出版）                                                              |
| 「映画詩」                           | « Poèmes cinématographiques »                     | 1917（アポリネールの言葉に触発されて書いた「映画的な詩」）                                                    |
| 『風の薔薇』                         | Rose des vents                                    | Paris, Au Sans Pareil, 1919（代表作「対蹠地」、「ラグタイム」、「登攀」、「他の場所で（アイユール）」等所収） |
| 『磁場』                             | Les Champs magnétiques                            | Paris, Au Sans Pareil, 1920（アンドレ・ブルトンとの共著。自動記述の記録。シュルレアリスムの最初の作品）       |
| 『Westwego』                         | Westwego                                          | Paris, Librairie Six, 1922                                                                                    |
| 『ジョルジア』                       | Georgia                                           | Georgia. Paris, Éditions des Cahiers libres, 1926                                                             |
| 『大洋がある』                       | Il y a un océan                                   | Paris, Guy Lévis Mano, 1936                                                                                   |
| 『全詩集 1917-1937』                 | Poésies complètes 1917-1937                       | Paris, Guy Lévis Mano, 1937                                                                                   |
| 『爆撃されたロンドンに捧げるオード』 | Ode to the Bombed London. Ode à Londres bombardée | Alger, Charlot, 1944（英仏2か国語。大戦下、検閲を逃れるためにアルジェで出版）                                 |
| 『オード 1943-1946』                 | Odes 1943-1946                                    | Paris, Seghers, 1946（戦時中に書かれた詩）                                                                    |
| 『秘かな武器』                       | L'Arme secrète                                    | Paris, Bordas, 1946                                                                                           |
| 『無人島からの伝言』                 | Message de l'île déserte (1942-1944)              | La Haye, Stols, 1947                                                                                          |
| 『歌』                               | Chansons                                          | Lausanne, Eynard, 1949                                                                                        |
| 『簡潔に』                           | Sans phrases                                      | Osmose-Girard, 1953                                                                                           |
| 『詩と詩情』                         | Poèmes et Poésies (1917-1983)                     | Paris, Grasset, 1973 ; Grasset, « Les Cahiers rouges », 1987                                                  |
| 『虹』                               | Arc-en-ciel                                       | Rome, Valori Plastici, 1979                                                                                   |
| 『オード 1930-1980』                 | Odes 1930-1980                                    | Lyon, Jacques-Marie Laffont, 1981                                                                             |
| 『再び見出された詩 1918-1981』       | Poèmes retrouvés 1918-1981                        | Paris, Lachenal & Ritter, 1982                                                                                |
| 『私の友だち、子どもたちのための詩』 | Poésies pour mes amis les enfants                 | Paris, Lachenal & Ritter, 1983                                                                                |
| 『ジョルジア、墓碑銘、歌』           | Georgia, Épitaphes, Chansons                      | Paris, Poésie/Gallimard, 1983（セルジュ・フォーシュローによる序文）                                           |
| 『磁場』                             | Les Champs magnétiques                            | Paris, Lachenal & Ritter, 1988（1919年に行った自動記述の手書き原稿・転記）                                    |

### 小説・短編集
| 邦題                       | 原題                                 | 書誌情報 |
| -------------------------- | ------------------------------------ | --- |
| 『善き使徒』               | Le Bon Apôtre                        | Paris, Éditions du Sagittaire, « Collection de la Revue européenne », n° 1, 1923                                                       |
| 『流れのままに』           | À la dérive                          | Paris, Ferenczi, Collection « Colette », 1923                                                                                          |
| 『デュランドー兄弟』       | Les Frères Durandeau                 | Paris, Grasset 1924 |
| 『オラス・ピルーエルの旅』 | Voyage d'Horace Pirouelle            | Paris, Éditions du Sagittaire, Collection « Les Cahiers nouveaux », 1925                                                               |
| 『恋の酒場』               | Le Bar de l'amour                    | Paris, Les Cahiers du mois, n° 11, 1925                                                                                                |
| 『狙え !』                 | En joue !                            | Paris, Grasset, 1925 ; Lachenal & Ritter, 1984                                                                                         |
| 「ニック・カーターの死」   | « Mort de Nick Carter »              | Anthologie de la Nouvelle Prose française, Paris, Éditions du Sagittaire, Chez Simon Kra, 1926 所収 ; (増補版) Lachenal & Ritter, 1983 |
| 『失われた死体』           | Corps perdu                          | Paris, Au Sans Pareil, 1926（翌年『黄金の心臓』として刊行）                                                                            |
| 『黄金の心臓』             | Le Cœur d'or                         | Paris, Grasset, 1927 |
| 『ネーグル（ニグロ）』     | Le Nègre                             | Paris, Éditions du Sagittaire, 1927 ; Gallimard, Collection « L'Imaginaire », 1997                                                     |
| 『モン・パリ変奏曲』       | Les Dernières Nuits de Paris         | Paris, Calmann-Lévy, 1928 Gallimard, Collection « L'Imaginaire », 1997（クロード・ルロワによる序文）                                   |
| 『人生の王者』             | Le Roi de la vie                     | Paris, Cahiers libres, 1928（短編集）                                                                                                  |
| 『人生の王者ほか短編集』   | Le Roi de la vie et autres nouvelles | Paris, Lachenal & Ritter, 1992（増補新版）                                                                                             |
| 『大人物』                 | Le Grand Homme                       | Paris, Kra, 1929（ルノー兄弟を題材にした小説）                                                                                         |
| 『瀕死者たち』             | Les Moribonds                        | Paris, Rieder, Collection « Prosateurs français contemporains », 1934                                                                  |

### 戯曲・脚本
| 邦題                           | 原題                           | 書誌情報                                         |
| ------------------------------ | ------------------------------ | ------------------------------------------------ |
| 『盗まれた心』                 | Le cœur volé                   | 映画監督ジャン・ヴィゴのために執筆した脚本       |
| 『刈り入れをする人々』         | Les Moissonneurs               | O.R.T.F (フランス放送協会), 1941（寸劇）         |
| 『世界の果てまでみんな一緒に』 | Tous ensemble au bout du monde | Alger, Charlot, 1943（グリム童話に基づく三幕劇） |
| 『奇跡を起こした少女』         | La fille qui fait des miracles | O.R.T.F, 1950（ヴォードヴィル）                  |
| 『ランデヴー』                 | Rendez-vous !                  | 1972年にボルドーで上演                           |
| 『あなたの番です』             | À vous de jouer                | Lyon, Jacques-Marie Laffont, 1980（戯曲集）      |

### 評論・随筆
| 邦題                                         | 原題                                               | 書誌情報 |
| -------------------------------------------- | -------------------------------------------------- | --- |
| 「ギヨーム・アポリネール、または火炎の反射」 | « Guillaume Apollinaire ou Reflets de l'incendie » | Marseille, Les Cahiers du Sud, Collection « Critique », n° 3, 1926（文学評論）                               |
| 『税関吏アンリ・ルソー』                     | Henri Rousseau, le Douanier                        | Éditions des Quatre-Chemins, 1927（美術評論）                                                                |
| 『ウィリアム・ブレイク』                     | William Blake                                      | Paris, Rieder, Collection « Maîtres de l'art moderne », 1928（文学・美術評論）                               |
| 『テルプシコラー』                           | Terpsichore                                        | Paris, Émile Hazan, Collection « Les Neuf Muses », 1928（舞踏論）                                            |
| 『ジャン・リュルサ』                         | Jean Lurçat                                        | Éditions Cahiers d'Art, Collection « Les Peintres nouveaux », 1928（美術評論）                               |
| 『パオロ・ウッチェロ』                       | Paolo Uccello                                      | Paris, Rieder, Collection « Maîtres de l'art ancien », 1929（美術評論）                                      |
| 『ボードレール』                             | Baudelaire                                         | Paris, Rieder, 1931（文学評論）                                                                              |
| 『シャルロ（チャーリー・チャップリン）』     | Charlot                                            | Paris, Plon, Collection « La Grande Fable : Chroniques des personnages imaginaires », n° 3, 1931（映画評論） |
| 『ジェイムズ・ジョイスの思い出』             | Souvenirs de James Joyce                           | Alger, Charlot, 1943（随筆）                                                                                 |
| 『ウジェーヌ・ラビッシュの生涯と作品』       | Eugène Labiche, sa vie, son œuvre                  | Paris, Sagittaire, 1945（劇作家ウジェーヌ・ラビッシュの評伝）                                                |
| 『ロートレアモン』                           | Lautréamont                                        | Paris, Seghers, Collection « Poètes d'aujourd'hui », n° 6, 1946（文学評論）                                  |
| 『アルフレッド・ド・ミュッセ』               | Alfred de Musset                                   | Paris, Seghers, Collection « Poètes d'aujourd'hui », 1957（文学評論）                                        |
| 『失われたプロフィール』                     | Profils perdus                                     | Paris, Mercure de France (メルキュール・ド・フランス), 1963, 2015                                            |
| 『友情』                                     | L'Amitié                                           | Hachette, 1965（随筆）                                                                                       |
| 『映画評論 1918-1931』                       | Écrits de cinéma 1918-1931                         | Paris, Plon, 1979                                                                                            |
| 『絵画評論』                                 | Écrits sur la peinture                             | Paris, Lachenal & Ritter, 1980                                                                               |
| 『自称仲買人のランボーという男』             | Un Sieur Rimbaud se disant négociant               | Paris, Lachenal & Ritter, 1984（共著）                                                                       |
| 『20世紀芸術論』                             | Écrits sur l'art du xxe siècle                     | Paris, Éditions Cercle d'Art, Collection « Diagonales », 1994（セルジュ・フォーシュローによる序文）          |
| 『リテラチュール（文学）ほか1919-1931』      | Littérature et le reste 1919-1931                  | Paris, Gallimard, Collection « Les Cahiers de la NRF », 2006                                                 |

### 自伝・回想録
| 邦題                                      | 原題                                               | 書誌情報 |
| ----------------------------------------- | -------------------------------------------------- | --- |
| 『自殺の誘い』                            | L'Invitation au suicide                            | Paris, Imprimerie Paul Birault, 1922 |
| 『ある白人の物語』                        | Histoire d'un Blanc                                | Paris, Au Sans Pareil, Collection « "Le Conciliabule des Trente », 1927（ルイ・マルタン＝ショーフィエによる序文）                                                                      |
| 『人殺しの時代 ― 留置番号1234の男の物語』 | Le Temps des assassins. Histoire du détenu n° 1234 | New York, Éditions de la Maison Française, 1945 |
| 『亡霊の日記』                            | Journal d'un fantôme                               | Paris, Éditions du Point du jour, 1946（挿絵：アンドレ・マッソン、ヴィクトル・ブローネル、アレクサンドル・アレクセイエフ、ラウル・ユバック、フェリックス・ラビスほかによる挿絵・写真） |
| 『生きることを学ぶ』                      | Apprendre à vivre                                  | Marseille, Rijois, 1977 |
| 『忘却の回想録 (1914-1923)』              | Mémoires de l'oubli (1914-1923)                    | Paris, Lachenal & Ritter, 1981（回想録第1巻） |
| 『忘却の回想録 (1923-1926)』              | Mémoires de l'oubli (1923-1926)                    | Paris, Lachenal & Ritter, 1986（回想録第2巻） |
| 『忘却の回想録 (1927-1933)』              | Mémoires de l'oubli (1927-1933)                    | Paris, Lachenal & Ritter, 1997（回想録第3巻） |

### 児童文学
| 邦題                                 | 原題                                        | 書誌情報                                  |
| ------------------------------------ | ------------------------------------------- | ----------------------------------------- |
| 『フランス語の数え歌』               | Comptines de langue française               | Paris, Seghers, 1961                      |
| 『スーポーおじさんの世界ふしぎ物語』 | Histoires merveilleuses des cinq continents | Paris, Seghers, 1975（妻レとの共著）      |
| 『明日は日曜日』                     | C'est demain dimanche                       | Voisins-le-Bretonneux, Rue Du Monde, 2015 |

## 邦訳
- 堀辰雄訳「フィリップ・スポオの詩」（SAY IT WITH MUSIC、WESTWEGOの翻訳）『詩神』第5巻第3号、1929年[17]
- 堀辰雄訳「SWANEE」『葡萄酒』第44号、1929年[17]
- 堀辰雄訳「ラグタイム」『文芸レビュー』第1巻第7号、1929年[17]
- 堀辰雄訳「スウポオ詩抄」（SAY IT WITH MUSIC、WESTWEGO、SWANEE、登攀（Escalade））『詩と詩論』第6冊、1929年[17]
- 石川湧訳「モン・パリ変奏曲」『世界大都會尖端ジャズ文學（第4巻）』春陽堂、1930年
- 堀口大學訳「石を前に歌へる」『キユピドの箙 ― 抒情訳詩集』太白社、1930年
- 青柳瑞穂訳「戀の酒場」『佛蘭西新作家集』（第一書房、1933年）所収
- 阿部良雄訳『磁場』『アンドレ・ブルトン集成（第3巻）』（人文書院、1970年）所収
- 片山正樹訳『流れのままに』白水社、1975年
- なだいなだ訳『スーポーおじさんの世界ふしぎ物語』（全3巻）筑摩書房、1983年
- 巌谷国士訳「映画詩」『シュルレアリスムの箱』（筑摩書房、1991年）所収
- 江原順訳「対蹠地」、「他の場所で（アイユール）」

浅野晃編『フランス詩集』白鳳社（青春の詩集・外国篇）1986年
- 高遠弘美訳「ロミ著『突飛なるものの歴史』に寄せて」
『ユリイカ』第27巻第5号（総特集・悪趣味大全）青土社、1995年4月臨時増刊号
- 谷昌親訳『パリの最後の夜』国書刊行会、2025年

スーポーの詩の翻訳が掲載されているその他の書籍
- 堀口大學『月下の一群』第一書房、1925年／新版・岩波文庫、2013年
- 『堀辰雄全集 第6巻』新潮社、1955年
- 『シュルレアリスム詩集』飯島耕一訳、筑摩書房、1969年
- 『ダダ・シュルレアリスム新訳詩集』塚原史、後藤美和子編訳、思潮社、2017年

## 参考資料
- Bernard Morlino, Philippe Soupault. Qui êtes-vous ?, Lyon, La Manufacture, 1988.
- Christophe Dauphin, Philippe SOUPAULT, Les Hommes sans Épaules.
- SIC. Edited by Pierre Albert-Birot. Paris, 1916-1919. 54 numbers, University of Iowa Libraries.
- Littérature. Edited by Louis Aragon, Andre Breton, and Philippe Soupault. Paris, 1919-1924. 20 numbers; new series, 13 numbers, University of Iowa Libraries.
- Michel Décaudin, Soupault en 1917 : Aquarium, Myriam Boucharenc, Claude Leroy (eds.) Présence de Philippe Soupault, Presses universitaires de Caen, 2017.
- Muriel Steinmetz, L'homme aux départs innombrables, L'Humanité, 29 décembre, 1997.
- 槇山朋子「堀辰雄とフィリップ・スーポー ―「眠ってゐる男」の成立」『日本近代文学』第44集、1991年5月15日、日本近代文学会、62-74頁。
- 浅野晃編『フランス詩集』白鳳社（青春の詩集・外国篇）1986年。
- 昼間賢「ジャズの記しの下に ― 両大戦間のフランス文学に見る異文化受容史」『フランス文学語学研究』第19号、早稲田大学大学院文学研究科、2000年、109-128頁。